# Georges Valois
Georges Valois, pseudonimo di Alfred-Georges Gressent (Parigi, 7 ottobre 1878 – Bergen-Belsen, febbraio 1945), è stato un politico, economista e scrittore francese.
La sua costante ricerca di una nuova forma di organizzazione economica e sociale per la Francia e l'Europa lo portò a oscillare, durante tutta la vita, tra le posizioni del radicalismo di sinistra e di quello di destra. Partito da posizioni anarchiche, annoverato tra coloro che ricercarono, nel periodo tra le due guerre mondiali, una "peculiare sintesi fra un nazionalismo di nuovo tipo e una certa forma di socialismo" in cui fosse possibile riconoscere "l'essenza del fascismo", fu il fondatore del primo partito autenticamente fascista fuori d'Italia (il Faisceau), per poi riavvicinarsi alla sinistra ed entrare, durante la seconda guerra mondiale, nelle file della Resistenza. Deportato da nazisti, morì di tifo a Bergen-Belsen.

## Biografia

### Dall'anarchismo al sindacalismo rivoluzionario
Georges Valois, il cui vero nome era Alfred-Georges Gressent,  nacque il 7 ottobre 1878 a Parigi, da una famiglia di estrazione contadina e operaia (il padre, che morì poco dopo la sua venuta al mondo, era un normanno stabilitosi nel sobborgo di Montrouge per esercitare la professione di macellaio). Militò inizialmente nei movimenti anarchici e collaborò al giornale L'Humanité Nouvelle. Divenne quindi seguace di Georges Sorel, il teorico del sindacalismo rivoluzionario, a cui avrebbe più tardi riconosciuto il merito di essere andato sia oltre la democrazia che oltre il socialismo marxistico e di avere compreso che, ai fini della realizzazione di un progetto autenticamente rivoluzionario, occorreva appellarsi alla vitalità e all'energia non solo del proletariato, ma anche della classe borghese. 

### Il Circolo Proudhon e l'Action Française
Nell'immediato primo anteguerra, Valois fu non a caso animatore di quel Circolo Proudhon (fondato nel settembre 1911) che, ispirandosi all'autore della Filosofia della miseria come alle tesi di Sorel, intendeva attuare una sintesi socialista-nazionale unendo nazionalisti maurrassiani e sindacalisti rivoluzionari e che rappresentò il laboratorio di idee da cui sarebbe scaturito il programma del Faisceau. Dopo il primo conflitto mondiale, a cui aveva partecipato come ufficiale di fanteria, risultandone ferito e ricevendo una medaglia, ricoprì incarichi di rilievo nell'Action Française, l'organizzazione monarchica, nazionalista e cattolica di Charles Maurras, di cui condivideva la visione della democrazia parlamentare come dannosa per la salute e per il futuro della nazione. Direttore della Nouvelle Librairie Nationale (la casa editrice dell'organizzazione di Maurras) sin dal 1912, si occupò, per il movimento nazionalista, principalmente della stesura del programma economico e di tessere i rapporti con il mondo degli ex combattenti e con gli ambienti operai e sindacali. Fu anche uno degli animatori della Revue critique des idées et des livres, che raggruppò fino ai primi anni Quaranta il fior fiore degli intellettuali maurrassiani e, dal 1923 al 1925, diresse la rivista mensile Cahiers des États généraux.

### Il Faisceau: corporativismo e "socialismo nazionale"
L'11 novembre 1925, anniversario dell'armistizio, anche grazie ai cospicui finanziamenti messi a sua disposizione da alcuni imprenditori e notabili (tra cui l'industriale laniero del Roubaix Eugène Mathon; l'ex senatore e finanziatore del movimento dei Gialli Gaston Japy; il fabbricante di profumi Francois Spoturno, più noto come Coty, che fu in seguito patrocinatore della Croix-de-Feu del colonnello De La Roque; il produttore di cognac Jean Hennessy), Valois, sulla scia del Movimento per la convocazione degli Stati generali, abbandonò Maurras e l'Action Française, a cui rimproverava l'eccessivo intellettualismo e la sostanziale indecisione ad agire, e fondò un proprio movimento, il Faisceau appunto, dotandolo anche di un organo di stampa settimanale: Le Nouveau Siècle. Nell'ideologia del Faisceau, che si richiamava storicamente al pensiero di Maurice Barrès e al boulangismo ottocentesco, Valois vedeva soprattutto una "variante [non marxista e nazionale] del socialismo". Fautore del corporativismo in cui identificava, in prospettiva anti-individualistica, "l'instaurazione […] di un regime sociale ed economico nuovo" e l'espressione "di una nazione organizzata [e] formata da corpi reciprocamente solidali", propugnò una "rivoluzione nazionale" impregnata di spirito anti-borghese, finalizzata ad abbattere lo Stato democratico e liberale e, con esso, "il sistema dei valori e gli stili di vita della borghesia", con l'obiettivo di fondare una nuova entità statale che poggiasse su valori autenticamente "eroici" e che fosse retta da una gerarchia forgiata dalla guerra e, per questo, animata dallo "spirito del combattente". Centrale, nel suo pensiero, era inoltre il superamento del socialismo materialistico di ispirazione marxista in direzione di una nuova sintesi, il "socialismo nazionale" o "nazionalismo sociale", elemento qualificante della nuova ideologia fascista (valoisiana era infatti la formula "nazionalismo + socialismo = fascismo"), fondamento di una "nuova e progressiva forma di civiltà", una "civiltà dei produttori" che, pur riconoscendo alla borghesia più dinamica un ruolo di leadership imprenditoriale (ma non politica), e senza mettere in questione né la proprietà privata né la nozione di profitto, inserisse finalmente le masse proletarie "nella vita dello Stato".  Il fascismo di Valois, in quanto socialismo nazionale armato di una "dottrina totale", si proponeva dunque come terza via tra il marxismo, arroccato allo schema sterile della lotta di classe, e il capitalismo, soprattutto quello finanziario, apolide, anonimo e sfruttatore. Aperto a una prospettiva europea e non grettamente sciovinistica oltre che alla visione, alquanto moderna, di un'economia industriale razionalmente organizzata sotto l'egida statale, esso puntava a una collaborazione di classe di matrice soreliana, a un'integrazione di tutte le classi sociali della nazione nella cui cornice il proletariato rivoluzionario avrebbe potuto restituire "anche alla borghesia la sua energia creatrice" e nel quale, dalla sinergia tra uno Stato forte, una borghesia attiva e dinamica e un proletariato organizzato, derivasse la neutralizzazione "[de]gli aspetti più volgari del capitalismo", senza con ciò distruggere però "le fonti di energia" di cui quel modello economico era comunque portatore.

### Dalla dissoluzione del Faisceau alla Resistenza
Indebolito dagli attacchi della concorrente Action Française e dalla campagna scatenatagli contro da Maurras, alla cui organizzazione Valois aveva sottratto un gran numero di militanti e quadri, il Faisceau era inoltre osteggiato dalla destra liberale e conservatrice (in particolare dalla Lega dei patrioti del generale de Castelnau), che non ne condivideva la propensione a un colpo di forza contro il regime parlamentare e all'instaurazione di una dittatura. Impegnato "in una costante battaglia [non solo] contro la sinistra, ma anche contro la stessa destra", il movimento fascista si trovò presto anche privo del supporto finanziario degli imprenditori che lo avevano inizialmente sostenuto e che temevano ormai un'eccessiva declinazione a sinistra del suo programma corporativo e pianificatore, sia perché al movimento avevano aderito diversi esponenti di provenienza comunista (come Hubert Lagardelle e l'ex sindaco di Périgueux, Marcel Delagrange), sia perché la tendenza di Valois a imprimere alla sua organizzazione un'impronta sempre più radicale mal si conciliava "con le aspettative degli industriali e, di conseguenza, con la loro disponibilità a sostenere finanziariamente il movimento". Per questa serie di ragioni, oltre che per i limiti dello stesso Valois il quale, per quanto fosse un abile organizzatore, culturalmente preparato e capace di imporre un nuovo stile politico, "mancava sicuramente di carisma",  il Faisceau entrò in crisi a partire dalla fine del 1926 e si dissolse due anni più tardi, anche per il ridursi dei propri margini d'agibilità politica a seguito della formazione del governo moderato di Raymond Poincaré, che aveva ridimensionato il pericolo della sovversione gauchiste e restituito stabilità al sistema istituzionale francese. Definitivamente tramontata l'esperienza fascista, per la disaffezione degli ultimi seguaci, gli elementi più radicali, a cui Valois non seppe, anche per insipienza strategica, offrire un'autentica prospettiva di cambiamento politico, il 9 maggio 1928 l'ex capo del Faisceau creò il Partito repubblicano sindacalista e, nel 1934, lanciò Nouvel Âge, un quotidiano di ispirazione corporativista che ebbe in quegli anni una discreta circolazione in alcuni ambienti non conformisti. Nel 1935 Valois avanzò la domanda di adesione alla SFIO (il Partito socialista francese) ma, nonostante il sostegno di Marceau Pivert, la sua richiesta venne respinta. Dopo lo scoppio della seconda guerra mondiale, in seguito alla disfatta della Francia e all'occupazione tedesca di parte del territorio nazionale, si impegnò nella Resistenza antinazista. Arrestato dalla Gestapo il 18 maggio 1944, Valois fu deportato a Bergen-Belsen dove morì di tifo nel febbraio 1945.